# Náměstí 8. května (Hrádek, okres Rokycany)
Náměstí 8. května tvoří centrum města Hrádek v okrese Rokycany. Vychází z něj ulice 1. máje, Družby a Chylická, na jihovýchodě na něj navazuje náměstí 9. května.
Na náměstí 8. května se nachází budova městského úřadu s městskou knihovnou a dům kultury.

## Pořádané akce
V prosinci se na náměstí pořádá zabijačka místního řeznictví a také zpívání koled u Vánočního stromu.
Každý čtvrtek se na náměstí nachází prodejní stánky.